# Афонасково (Свердловская область)
Афонасково — деревня в Артинском городском округе Свердловской области. Входит в состав Пристанинского сельского совета.

## География
Населённый пункт расположен на левом берегу реки Уфа в 4 километрах к северу от посёлка городского типа Арти — административного центра района. Расстояние до Екатеринбурга — 134 километра.

### Часовой пояс
Афонасково, как и вся Свердловская область, находится в часовой зоне МСК+2. Смещение применяемого времени относительно UTC составляет +5:00.

## Население
| 2002 | 2010 | 2021 |
| ---- | ---- | ---- |
| 259  | ↘211 | ↘186 |

## Инфраструктура
Деревня разделена на три улицы: Комсомольская, Новая и Октябрьская.